# ملعب هيلث (كارولاينا الجنوبية)
ملعب هيلث (بالإنجليزية: MUSC Health Stadium)‏ هو ملعب كرة قدم يقع في دانيال آيلاند بولاية كارولاينا الجنوبية في الولايات المتحدة الامريكية وهو ملعب فريق «تشارلستون بيتري» (بالإنجليزية: Charleston Battery)‏ كان اسمه حتى 2015 ملعب بلاكبود ويتسع هذا الملعب لــ 6.000 متفرج